# Lepisorus rologatus
Lepisorus rologatus là một loài dương xỉ trong họ Polypodiaceae. Loài này được Ching ex Shing mô tả khoa học đầu tiên.
Danh pháp khoa học của loài này chưa được làm sáng tỏ. 